# 코스워스
코스워스(Cosworth)는 1958년 런던에서 설립된 영국의 자동차공학 기업이다. 자동차 경주(모터스포츠)와 주류 자동차 산업의 고성능 내연기관, 파워트레인, 일렉트로닉스를 전문으로 한다. 코스워스는 잉글랜드 노샘프턴에 위치해 있으며 영국 코튼햄과 실버스톤, 미국 인디애나폴리스에 시설을 갖추고 있다.
코스워스는 엔진 공급사로서 포뮬러 원에서 176차례 우승하였으며 이는 페라리와 메르세데스에 이어 3위이다.